# Cerro Mercedario
El cerro Mercedario es una montaña perteneciente a la cordillera de los Andes, precisamente en la cordillera de la Ramada, ubicado en el extremo suroeste de la provincia de San Juan en el departamento Calingasta de Argentina.
Está entre los montes más altos de los Andes.
Es un macizo formado por acción tectónica de la subducción de la placa de Nazca bajo la Sudamericana, en las coordenadas 32° S y 70° O.
Está compuesto por el Mercedario (6720 m s. n. m.), Pico Polaco, La Mesa, Alma Negra y Ramada. 

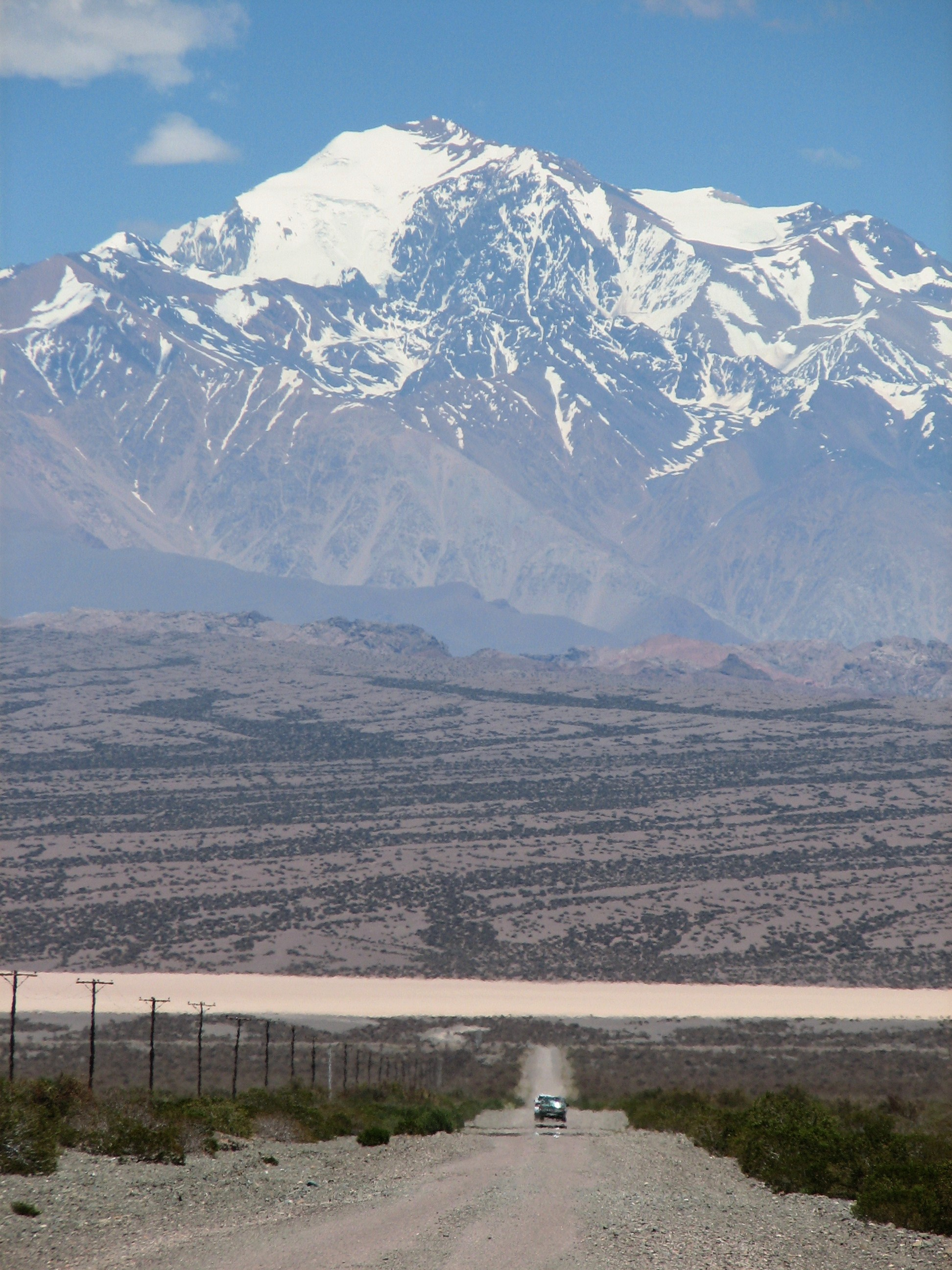
Este macizo se encuentra en el Parque nacional El Leoncito.

La primera ascensión a su cumbre fue realizada por la expedición polaca de 1934, conformada por Adam Karpiński y Wiktor Ostrowski, aunque hay relatos de que los Incas ya ascendieron a esta cumbre entre 1480 y 1490 para realizar adoraciones al Dios Sol.
Es visible también desde Chile, donde se lo conocía también con el nombre de «La Ligua».
No hay evidencia de que su altitud haya sido medida rigurosamente. La elevación dada aquí es una estimación basada en la misión topográfica de radar de la lanzadera espacial (SRTM). La cifra usual de 6770 m s. n. m. es demasiado alta e incompatible con los datos SRTM.[cita requerida]